# Presidenti delle Figi
Il Presidente della Repubblica delle Figi è il capo di Stato delle Isole Figi, che sono una repubblica parlamentare con a capo un presidente con mandato triennale.

## Storia
La carica di Presidente venne creata in seguito all'abolizione della monarchia, da allora si sono succeduti più volte colpi di stato militari che hanno portato al controllo della carica da parte delle forze armate.

## Nomina
Il presidente viene eletto dal parlamento nazionale e la durata della carica è prefissata in tre anni rinnovabili, l'attuale presidente è Jioji Konrote, il Maggiore Generale, conosciuto come George Konrote (nato a Rotuma  il 26 dicembre, 1947), eletto presidente delle Isole Figi il 20 ottobre del 2015, è il primo avventista del settimo giorno della storia ad essere eletto presidente.

## Lista dei presidenti
| Presidente | Presidente                 | Partito             | Mandato                                           | Mandato          |
| Presidente | Presidente                 | Partito             | Inizio                                            | Fine             |
| ---------- | -------------------------- | ------------------- | ------------------------------------------------- | ---------------- |
|            | Sitiveni Rabuka (1948- )   | Militare            | 7 ottobre 1987                                    | 5 dicembre 1987  |
|            | Penaia Ganilau (1918-1993) | Indipendente        | 5 dicembre 1987                                   | 15 dicembre 1993 |
|            | Kamisese Mara (1920-2004)  | Indipendente        | 18 gennaio 1994 (ad interim dal 16 dicembre 1993) | 29 maggio 2000   |
|            | Frank Bainimarama (1954- ) | Militare            | 29 maggio 2000                                    | 13 luglio 2000   |
|            | Josefa Iloilo (1920-2011)  | Indipendente        | 13 luglio 2000                                    | 5 dicembre 2006  |
|            | Frank Bainimarama (1954- ) | Militare            | 5 dicembre 2006                                   | 4 gennaio 2007   |
|            | Josefa Iloilo (1920-2011)  | Indipendente        | 4 gennaio 2007                                    | 30 luglio 2009   |
|            | Epeli Nailatikau (1941- )  | Indipendente        | 5 novembre 2009 (ad interim dal 30 luglio 2009)   | 12 novembre 2015 |
|            | Jioji Konrote (1947- )     | FijiFirst           | 12 novembre 2015                                  | 12 novembre 2021 |
|            | Wiliame Katonivere         | FijiFirst           | 12 novembre 2021                                  | 12 novembre 2024 |
|            | Naiqama Lalabalavu         | Alleanza del Popolo | 12 novembre 2024                                  | in carica        |